# Slaget ved Boarn
Slaget ved Boarn (vestfrisisk: Slach Oan de Boarn, hollandsk: Slag aan de Boorne) var i det 8. århundrede et slag mellem frankere og frisere nær udmundingen af floden Boarn i hvad der nu den hollandske provins Friesland.
I 734 invaderede en frankisk hær under kommando af Major domus Karl Martell Frisland i en kampagne, der var en del af en serie af igangværende krige og træfninger mellem frankerne og friserne. Marcherende langs floden Boarn nåede den frankiske hær mundingen af floden, hvor den strømmede ud i Bordine estuariet eller Middelsee. Denne flodmunding er senere mudret op og blevet indvundet for landbruget i det 10. - 14. århundrede.
Frisernes kommando af kong Poppo brugte både til at lande deres hær og overraske frankerne. Imidlertid blev den frisiske hær slået og Poppo dræbt. Frankerne fik kontrol over de frisiske lande vest for Lauwers flodmunding, og friserne blev vasaller under frankerne, bortset fra stammer der levede i Østfrisland i nutidens Tyskland.